# هتل‌های تاج

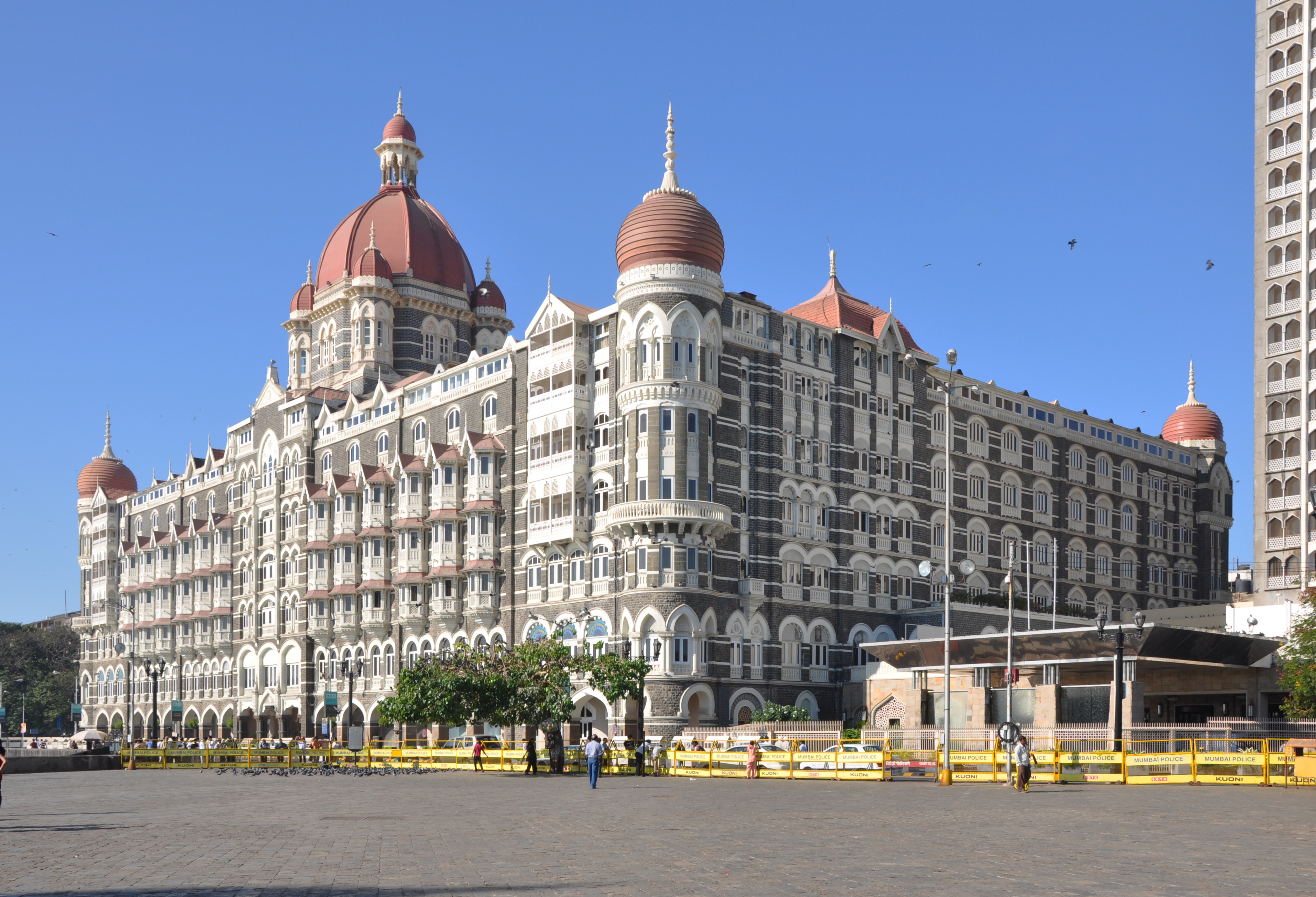
هتل کاخ تاج‌محل، نخستین شعبه از هتل‌های تاج

هتل‌های تاج (به انگلیسی: Taj Hotels) شرکت خدمات هتل‌داری و گردشگری هندی است، که در سال ۱۹۰۳ توسط جمشیدجی تاتا راه‌اندازی شد و در حال حاضر مالک شبکه گسترده‌ای از هتل‌های زنجیره‌ای در هند و ۱۷ کشور می‌باشد.
دفتر مرکزی گروه هتل‌های تاج در شهر بمبئی، هند قرار دارد و بخشی از سهام آن در بازارهای بورس بمبئی و بورس اوراق بهادار ملی هند معامله می‌شود. گروه تاتا اکثریت سهام این هتل را در اختیار دارد.